# Autobetonpumpe

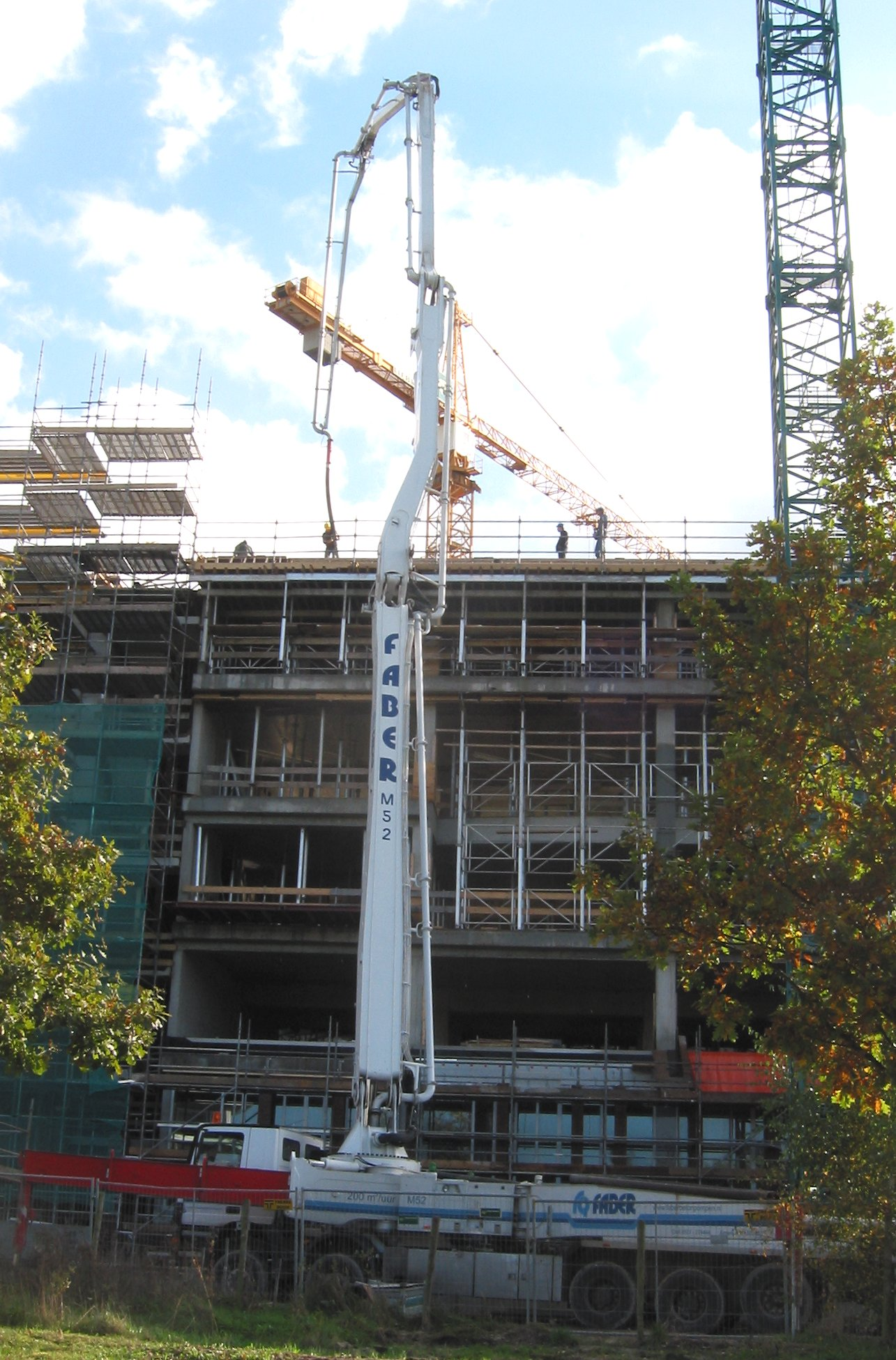
Autobetonpumpe im Einsatz

Eine Autobetonpumpe ist eine fahrbare Pumpe zur Förderung von Beton. Ihr Einsatzgebiet ist der Bau von Gebäuden, Brücken oder auch Staudämmen. Es kann Beton mit Korngrößen von bis zu 63 Millimeter gepumpt werden, wobei die Reichhöhe der Betonverteilermaste bis zu 100 Metern betragen kann. Die Autobetonpumpe wird rechtlich als eine selbstfahrende Arbeitsmaschine eingestuft.
Eine Autobetonpumpe besteht aus einem LKW(-Chassis), einem Pumpsystem sowie optional einem Verteilermast.

## Die Erfindung
Unzulänglichkeiten beim Umgang mit dem herkömmlichen Gießturm brachten 1927 die Ingenieure Max Giese und Fritz Hell auf die Idee, den Beton vom Betonmischer direkt zur Verwendungsstelle zu pumpen. Dabei kam es vor allem darauf an, den Kraftverbrauch gegenüber der Gießturm-Methode möglichst gering zu halten. Der verminderte Wassergehalt des Betons im Pumpverfahren sparte nicht nur Energie, sondern ließ das Material auch zügiger und fester abbinden. Kies oder gebrochenes Steinmaterial fanden Verwendung. Gepumpt werden konnte bis zu 38 Meter Höhe und bis zu Entfernungen von 120 Metern.

## Pumpsysteme

### Kolbenpumpen

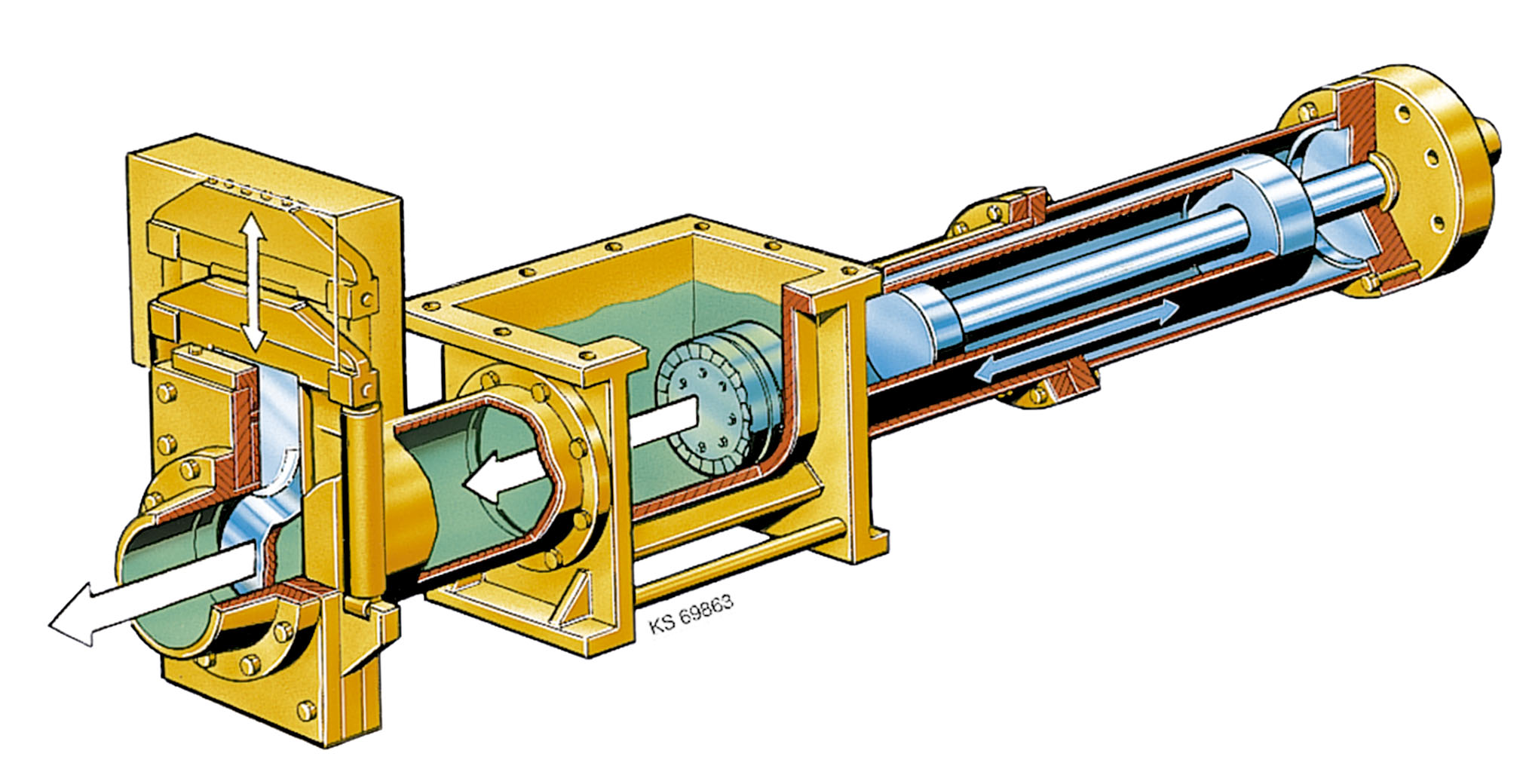
Funktionsprinzip Einzylinder-Kolbenpumpe

Als Einkolbenpumpen werden Betonpumpen in Deutschland seit den 1920er Jahren eingesetzt. Heute kommen überwiegend Doppelkolbenpumpen zum Einsatz, die durch Elektro- oder Dieselmotoren mittels Ölpumpen hydraulisch angetrieben werden. Die Förderkolben sind über Antriebszylinder hydraulisch miteinander verbunden und arbeiten im Gegentakt.
Die Kernpumpe besteht aus
- hydraulischem Antriebszylinder,
- Förderzylinder mit Förderkolben,
- dazwischen geschaltetem Wasserkasten,
- Betontrichter mit Rührwerk,
- Rohrweiche,
- Hebel
- Umschaltzylinder für Rohrweiche.

#### Funktionsweise
Der rücklaufende Förderkolben des einen Förderzylinders erzeugt einen Unterdruck, das Medium aus dem Aufgabetrichter wird in den Zylinder gesaugt. Gleichzeitig drückt der vorlaufende Förderkolben den Inhalt des anderen Förderzylinders durch die Rohrweiche in die Förderleitung. Am Hubende schaltet die Pumpe um, das heißt, die Rohrweiche schwenkt vor den anderen gefüllten Förderzylinder und die Förderkolben kehren ihre Bewegungsrichtung um.
Um die Pumpe zu reinigen beziehungsweise um Leitungsverstopfungen beim Pumpen wieder zu lösen, kann jede Maschine auch „rückwärts“ pumpen. Die Funktion Zurückpumpen ist die Bewegungsumkehr lediglich der Förderkolben durch ein hydraulisches Schaltventil, während die Rohrweiche in ihrer Stellung verbleibt und erst bei Erreichen der Endlage von den Umschaltzylindern in die gegenüberliegende Schaltstellung bewegt wird. Kolbenpumpen-Einheiten werden als „Kernpumpe“ vormontiert und können dann je nach Verwendungszweck auf Fahrgestelle als „Autobetonpumpe“ oder auf diverse Hilfsrahmen als Stationär-, Baustellen- oder Tunnelbetonpumpe montiert werden.
Die Antriebe für Betonpumpen erfolgen heute ausschließlich hydraulisch, wobei sich die Steuerungsvarianten der einzelnen Hersteller unterscheiden. Varianten sind rein hydraulische Folgesteuerungen, elektrohydraulische Folgesteuerungen, Antriebe im offenen und geschlossenen Hydraulikkreislauf, Ein- und Zweikreissteuerungen und Freiflusshydraulik. Jedes System hat gewisse Vor- und Nachteile.
Wichtige Leistungsfaktoren sind
- Förderdruck,
- Maschinengewicht,
- Preis und
- Komplexität des Systems.

Aus diesen Gründen existieren viele Varianten seit langer Zeit parallel nebeneinander. Mit Kolbenpumpen werden heute Drücke im Pumpmedium bis 400 bar und Fördermengen bis 200 m³/h erreicht.

### Rotorpumpen
Die Rotorpumpe ist ein einfaches, kompaktes Pumpsystem, das ohne speziellen Betonschieber arbeitet. Die Betonförderung wird durch Rollen bewirkt, die im Rotorgehäuse umlaufen und dabei den Förderschlauch quetschen (Schlauchpumpe). Damit ist die Rotorpumpe das einzige System auf dem Markt, welches bei richtiger Einstellung ein vollkommen dichtes Fördersystem darstellt.

#### Funktionsweise
Im Rotorgehäuse wird durch eine Vakuumpumpe ständig Unterdruck erzeugt. Der höhere, atmosphärische Luftdruck auf der Betonoberfläche im Rührwerksbehälter und der statische Druck des Betons füllen den Pumpschlauch direkt hinter der Druckrolle bis zum vollen Querschnitt mit Beton auf. Im Rotorgehäuse wird der Förderschlauch (Pumpschlauch) durch das kontinuierliche Abrollen zweier Druckrollen, welche um 180 Grad zueinander versetzt sind, zusammengepresst. Der vor der Druckrolle befindliche Frischbeton wird somit gleichmäßig in die Förderleitung gedrückt. Hinter der Druckrolle richtet sich der Schlauch infolge des Unterdrucks im Rotorgehäuse wieder auf und entfaltet so eine Saugwirkung zum Aufgabetrichter. Zum Rückwärtspumpen wird die Drehrichtung des Rotorantriebs umgekehrt. Auf diese Weise saugt der Rotor Beton aus der Förderleitung und pumpt ihn zurück in den Aufgabetrichter.
Angetrieben wird die Rotorpumpe über einen ölhydraulischen Getriebemotor, wobei die Fördermenge stufenlos von Null bis maximal, je nach Drehzahl des Rotors, gesteuert werden kann. Die Standzeit und die Verschleißkosten dieses Pumpsystems sind fast ausschließlich von den Bedingungen abhängig, die auf den Pumpschlauch einwirken. Das Rotorpumpsystem wird heute als sehr umweltfreundlich geschätzt, da es geräuscharm arbeitet (kein Umschaltgeräusch wie bei Kolbenpumpen). Es zeichnet sich durch eine gleichbleibende Drehzahl und einen ruhigen Lauf aus.
Im Aufgabetrichter verbleibt kaum Restbeton, da auch Restmengen noch in den Förderschlauch gesaugt werden können. Neben Beton ist auch das Pumpen von anderen Medien wie Wasser, Fließestrich und Feinstmörtel möglich. Das Rotorsystem erlaubt Drücke im Pumpmedium bis maximal 30 bar und Fördermengen bis 60 m³/h. Dieses Pumpsystem wird schwerpunktmäßig bei Fahrmischerbetonpumpen eingesetzt.

### Schiebersysteme/Rohrweiche
Das Herz einer Betonpumpe, im mechanischen Teil, ist der Betonschieber (Rohrweiche) mit den unterschiedlichsten Ausführungsvarianten wie Flachschieber, Keilschieber, Knieschieber, Flapper, Schwenkrohr, S-Rohr, Rüssel, Rockschieber, Delta-Rohrweiche und CS-Rohrweiche. Als einziges eingesetztes Pumpsystem benötigt die Rotorpumpe keinen Schieber und wird hier nicht betrachtet.
Erst nach längerem praktischem Einsatz der unterschiedlichen Schiebersysteme kristallisieren sich alle Vor- und Nachteile der einzelnen Systeme heraus. In der Rohrvariante ist der Reibungswiderstand durch die geringere Abdichtfläche im Vergleich zu anderen Schiebergebilden günstiger. Die Abdichtung einer Rohrweiche zu den Förderzylindern oder dem Pumpenausgang kann technisch einfacher und besser ausgeführt werden. Die Rohrweichenschieber sind fast absolut dicht, so dass mittels Betonpumpen heute auch problemlos Wasser gepumpt werden kann. Daher finden Betonpumpen bei manchen Großbaustellen auch zum Reinigen der Förderleitung als Wasserpumpe Einsatz. Dies ist mit anderen Schiebersystemen, wie beispielsweise dem Flachschieber, nur eingeschränkt machbar.
Die Forderung an einen guten Betonschieber ist in erster Linie Dichtheit, da beim Pumpvorgang jeder Spalt, besonders unter hohem Druck, zum Ausbluten des Betons (d. h. Wasser- und Feinststoffe werden aus der Betonmischung herausgedrückt) und dadurch zu Betonabsetzern (Kranzbildung) führen kann. Daraus folgen Engstellen im Betonschieber und damit höhere Pumpdrücke, eingeschränkte Pumpfähigkeit und im Extremfall Stopfer direkt an der Pumpe. Eine weitere Forderung an einen guten Betonschieber ist schnelles Durchschalten zwischen den Endlagen, um möglichst einen kurzen Betonflussabriss während des Umschaltvorgangs zu haben, so dass sich ein möglichst kontinuierlicher Betonfluss ergibt. Weiter wird von einem guten Betonschieber erwartet, dass er trotz schnellen Durchschaltens möglichst ruhig, gedämpft, geräuscharm und schwingungsfrei in seine neue Endlage fährt. Dies reduziert Schwingungen der Gesamtmaschine und Schaukeln des Verteilermasts während des Pumpens. Diese Forderungen an moderne Betonschieber werden heute sicher beherrscht. Eine zusätzliche, wichtige Forderung an Betonschieber ist Verschleißfestigkeit, nicht zuletzt aus Gründen der Wirtschaftlichkeit und Servicefreundlichkeit. Im Bedarfsfall soll die Werkstatt des Betreibers beziehungsweise ein technisch versierter Pumpmaschinist ohne Fachspezialisten einen Betonschieber selbst tauschen können. Durch neue, verschleißfeste Materialien oder Nachbehandlung der Schieberteile versuchen die Hersteller, diesen Forderungen gerecht zu werden. Da das Verschleißverhalten sehr stark von Einsatzkriterien wie Härte der Zuschlagstoffe, Fließgeschwindigkeit und Druck abhängig ist, kann nur aufgrund von Vergleichen der Durchsatzmengen und der Baustellenbedingungen ein mehr oder weniger besseres Verschleißverhalten erkannt werden.

## Betonverteilermaste
Autobetonpumpen mit schwenk- und faltbarem Betonverteilermast (Ausleger) sind heute in vielen Ländern zum Standard beim Fördern von Frischbeton geworden. Neben der Pumpleistung sind die maximale Höhe und Reichweite des Verteilermastes von Bedeutung. Die Autobetonpumpen unterscheiden sich in Faltungsart (auch Falt-Kinematik genannt), Anzahl der Segmente (Auslegerarme), Abstützbreiten und der minimalen Ausfalthöhe.
Die Betonverteilermasten können heute eine Höhe von rund 100 m erreichen und punktgenau mit Funkproportionalsteuerung betätigt werden. Die Höhe des Fahrzeuges im zusammengefalteten Zustand liegt unter 4 m, die Breite beträgt 2,50 m. Die Autobetonpumpe wird als selbstfahrende Arbeitsmaschine eingestuft, wodurch sie anderen Zulassungsbestimmungen als der Transportverkehr unterliegt. 
Im September 2012 stellte der chinesische Hersteller Zoomlion die bisher größte Autobetonpumpe vor. Der Betonverteilermast der 101 Meter hohen Pumpe ist auf einem 7-achsigen Scania-Fahrgestell montiert und in sieben Segmente gegliedert. Die obersten vier sind zur Gewichtsreduzierung aus Kohlenstofffasern hergestellt.

### Aufbau und Funktionsweise
Die Auslegerarme eines Beton-Verteilermastes sind in Kastenbauweise ausgeführt. Sie werden hydraulisch bewegt. Knickgelenke mit großen Winkelbereichen erlauben es, den Arm über Hindernisse hinweg und durch Öffnungen wie Fenster hindurchzuführen. Förder- und Steigleitungen bestehen meist aus genormten geraden Rohrstücken und Rohrbögen. Diese sind somit leicht austauschbar. Standard-Schalenkupplungen dienen zugleich als Drehgelenke und Rohrverbinder. Das Rohrgelenk am Mastende wirkt als Fallbremse und mindert den Verschleiß des Endschlauches. Dieser ist durch sein Stahlkordelgewebe für Betondrücke bis 85 bar geeignet.  
- Der Schwenkbereich beträgt mindestens 365 Grad.
- Die Standardförderleitung hat 5,5 Zoll lichte Weite, entspricht 125 mm oder 4 Zoll, entspricht 100 mm.
- Der erforderliche maximale Öldruck beträgt etwa 350 bar und
- die elektrische Spannungsversorgung über das Fahrgestell beträgt 24 V Gleichspannung.

Verteilermaste dürfen nicht als Hebezeug benutzt werden. Betonpumpenverteilermaste unterliegen einer jährlichen, vom Gesetzgeber vorgeschriebenen Sicherheitsüberprüfung nach Unfallverhütungsvorschriften. Sie wird durch Sachkundige vornehmlich der Herstellerwerke durchgeführt.
Zum Bedienen eines Betonverteilermastes ist besonders bei mehrgliedrigen Armen Geschick und Übung erforderlich, auch wenn die Maschine mit der rechnerunterstützten EBC-Steuerung ausgerüstet ist. Mehrere Bewegungen können gleichzeitig durchgeführt werden, um während des Betonierens ein Schaukeln des herunterhängenden Endschlauches zu unterdrücken. 
Verteilermaste werden nicht nur auf Fahrgestelle aufgebaut, sondern können im Hochbau auch als Stationärmast, auf Rohrsäulen mit Klettereinrichtung oder auf Gittertürmen montiert werden.
Die Verteilermaste steigen dann je nach Baufortschritt mit dem Bauwerk in die Höhe. 
Sondergeräte, wie etwa Baustellenrundverteiler, werden rein mechanisch betätigt und vom Baustellenkran auf der zu betonierenden Fläche versetzt, teilweise per Wandbefestigung montiert oder als Spritzarm im Feuerwehrbereich eingesetzt.
Alle Bewegungen des Mastes erfolgen hydraulisch und alle Mastzylinder haben aufgeschraubte Sicherheitsventile zum Schutz gegen Überlastung des Armes und Absacken beim Bersten von Hydraulikleitungen. Die Hydraulikölversorgung erlaubt es, mehrere Zylinder zugleich zu bewegen. Die Hydrauliksteuerung kann an der Betonpumpe oder über ein tragbares Fernsteuergerät bedient werden. Die Betätigung der Steuerschieber erfolgt elektrohydraulisch. Der Öltank hierfür ist im Mastbock integriert oder separat ausgeführt.

### Anforderungen
1. Schneller Auf- und Abbau durch Vollhydraulik; vollhydraulische Stützbeine, deren Abstützweite an die Örtlichkeit angepasst werden können, etwa durch eine spezielle Schmalabstützung OSS (One Side Support).
2. Leicht austauschbare und genormte Standardrohrteile, möglichst nur 90-Grad-Bögen und gerade Rohrstücke, Fallbremse an der Mastspitze zur Vermeidung von herausfallenden Betonresten.
3. Steuerung aller Bewegungen durch Proportional-Funkfernsteuerung, Notsteuerung bei Ausfall der Funksteuerung über Kabelfernsteuerung oder manuell am Steuerblock.
4. Förderleitung mit möglichst großer Verschleißfestigkeit, keinerlei Förderschläuche im Verlauf der Mastleitung, möglichst Standardrohrlängen, Endschlauch maximal vier Meter lang und ohne Anschlusstülle wegen der Unfallgefahr.
5. Leichte Austauschbarkeit der Förderleitung durch einfache Klemmvorrichtungen und Schnellkupplungen, leichte Reinigung.
6. Mehrgliedriger flexibler Verteilermast mit möglichst geringer Ausfalthöhe und schmalen Abstützbreiten.
7. Möglichst einfache Bedienung der Mastarme, Dämpfung der Pumpstöße in den Mastarmen.

### Faltungsarten
Auf dem Markt befindliche Faltungsarten sind:
- Z-Faltung
- Überkopf-Rollfaltung
- Unterkopf-Rollfaltung
- Multi-Z-Faltung

Gute Schlupfeigenschaften und Beweglichkeit des Verteilermastes sind abhängig von der Armanzahl und Faltungsart. Auch ein Verteilermast in der 30-Meter-Klasse sollte in einer Halle ausgefahren und in Arbeitsstellung gebracht werden können. Ein wesentlicher Faktor beim Einsatz von Autobetonpumpen mit großen Verteilermasten ist der Raumbedarf für die Abstützung. Bei beengten räumlichen Verhältnissen sind manche Typen von Betonpumpen nicht einsetzbar.

### Abstützarten

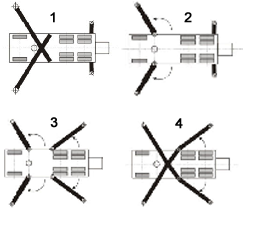
Darstellung der unterschiedlichen Abstützarten

Stützbeine sind mit hydraulischen Stützzylindern ausgerüstet und gewähren Standsicherheit. Das Ausfahren oder Ausklappen der Stützbeine geschieht je nach Konstruktion durch Hydraulikzylinder oder Hydraulikmotoren mit Ketten- beziehungsweise Seilantrieb.
Folgende Abstützungsarten sind marktüblich, wobei je nach Größe des Verteilermastes der Platzbedarf unterschiedlich ausfällt:
1. Diagonalabstützung vorne, hinten Ausschub
2. Schwenkabstützung vorne, hinten Ausschub
3. Schwenkabstützung vorne und hinten
4. Diagonalabstützung vorne, Schwenkabstützung hinten
5. Bogenabstützung vorne, Schwenkabstützung hinten (ohne Bild)
6. Schmalabstützung/OSS (One Side Support) (ohne Bild).

Bei der Schmalabstützung können die Stützbeine auf der unbelasteten Seite teilweise eingeklappt bleiben. Durch eine Sicherheitsschaltung ist gewährleistet, dass der Verteilermast gestoppt wird, bevor er in den gefährdeten Bereich fährt. Der Arbeitsbereich des Verteilermastes ist je nach Maschine auf 120 bis 180 Grad eingeschränkt. Die erforderliche Abstützfläche wird wesentlich verringert und es reicht idealerweise eine Straßenseite zum Aufstellen der Autobetonpumpe aus.

## Sonstiges
Bei der Katastrophe von Tschernobyl 1986 setzte man Betonpumpen ein, um damit Wasser zum Kühlen bzw. zum Löschen in die Reaktorruine zu sprühen. 
Bei der Nuklearkatastrophe von Fukushima setzte man Betonpumpen für verschiedene Zwecke ein: Sie standen außerhalb von drei Reaktorgebäuden und spritzten mit ihren „Rüsseln“ durch das zerstörte Dach Wasser in die Abklingbecken. Außerdem spritzte eine Betonpumpe verdünntes Kunstharz auf verschiedene Gebäude, um den radioaktiven Staub dort zu binden. Der Kraftwerksbetreiber nannte die Geräte „Elefant“ oder „Giraffe“.